# 张鋆
张鋆（1890年—1977年），字伯鋆，浙江平阳县鳌江人，中国医学家。

## 生平
张鋆年少时就读于平阳县学堂。1905年，15岁的张鋆与同学三人相偕东渡日本留学，1911年毕业于日本慈惠会专门医校。辛亥革命爆发后，回国在江西医专和河北医专任教。
1921年，赴哈佛大学医学院进修研习人体解剖学，获得医学博士学位。
回国后应黄群邀请担任瓯海医院院长兼外科主任。后历任上海医学院，上海东南医学院，河北大学医学院，湖南湘雅医学院和中央大学医学院教授。期间于1931年和1933年又两次前往美国，在哈佛大学医学院，纽约大学生物系及卡内基研究所从事医学研究工作，并加入美国解剖学会，多次在该学会学术刊物及其他刊物上发表有关组织学，胚胎学的学术论文。
1949年初，受聘担任北京协和医学院解剖学系主任。中华人民共和国成立后，出任协和医学院副院长。后调任中国医学科学院副院长兼医学实验研究所所长，中国医科大学教授，系主任。曾和学生一起解剖50例尸体的100侧人脑在美国人类学刊物上发表《中国人脑沟回的模式》一文，有力地驳斥了“白种人优越、中国人种低劣”的谬论。1960年，由他主编的《人体解剖学》出版，成为解放后第一部高等医学院的统一教材。
1977年12月27日病逝于北京，终年87岁。